# 14367 Hippokrates
14367 Hippokrates eller 1988 RY3 är en asteroid i huvudbältet som upptäcktes den 8 september 1988 av den tyska astronomen Freimut Börngen vid Tautenburg-observatoriet. Den är uppkallad efter den grekiske läkaren Hippokrates.
Asteroiden har en diameter på ungefär 6 kilometer och den tillhör asteroidgruppen Themis.